# Сборная Панамы по футболу (до 20 лет)
Сборная Панамы до 20 лет по футболу — команда, которая представляет страну на чемпионатах мира по футболу до 20 лет и в чемпионате КОНКАКАФ до 20 лет, и контролируется Панамской Федерацией Футбола.

## Результаты выступлений

### Чемпионат мира до 20 лет
| Год   | Результат      | Игр            | В              | Н              | П              | ГЗ             | ГП             | Бомбардир                                     |                |
| ----- | -------------- | -------------- | -------------- | -------------- | -------------- | -------------- | -------------- | --------------------------------------------- | -------------- |
| 1977  | Не участвовали | Не участвовали | Не участвовали | Не участвовали | Не участвовали | Не участвовали | Не участвовали | Не участвовали                                | Не участвовали |
| 1979  | Не участвовали | Не участвовали | Не участвовали | Не участвовали | Не участвовали | Не участвовали | Не участвовали | Не участвовали                                | Не участвовали |
| 1981  | Не участвовали | Не участвовали | Не участвовали | Не участвовали | Не участвовали | Не участвовали | Не участвовали | Не участвовали                                | Не участвовали |
| 1983  | Не участвовали | Не участвовали | Не участвовали | Не участвовали | Не участвовали | Не участвовали | Не участвовали | Не участвовали                                | Не участвовали |
| 1985  | Не участвовали | Не участвовали | Не участвовали | Не участвовали | Не участвовали | Не участвовали | Не участвовали | Не участвовали                                | Не участвовали |
| 1987  | Не участвовали | Не участвовали | Не участвовали | Не участвовали | Не участвовали | Не участвовали | Не участвовали | Не участвовали                                | Не участвовали |
| 1989  | Не участвовали | Не участвовали | Не участвовали | Не участвовали | Не участвовали | Не участвовали | Не участвовали | Не участвовали                                | Не участвовали |
| 1991  | Не участвовали | Не участвовали | Не участвовали | Не участвовали | Не участвовали | Не участвовали | Не участвовали | Не участвовали                                | Не участвовали |
| 1993  | Не участвовали | Не участвовали | Не участвовали | Не участвовали | Не участвовали | Не участвовали | Не участвовали | Не участвовали                                | Не участвовали |
| 1995  | Не участвовали | Не участвовали | Не участвовали | Не участвовали | Не участвовали | Не участвовали | Не участвовали | Не участвовали                                | Не участвовали |
| 1997  | Не участвовали | Не участвовали | Не участвовали | Не участвовали | Не участвовали | Не участвовали | Не участвовали | Не участвовали                                | Не участвовали |
| 1999  | Не участвовали | Не участвовали | Не участвовали | Не участвовали | Не участвовали | Не участвовали | Не участвовали | Не участвовали                                | Не участвовали |
| 2001  | Не участвовали | Не участвовали | Не участвовали | Не участвовали | Не участвовали | Не участвовали | Не участвовали | Не участвовали                                | Не участвовали |
| 2003  | Первый раунд   | 3              | 0              | 0              | 3              | 1              | 4              | Армандо Кан: 1                                |                |
| 2005  | Первый раунд   | 3              | 0              | 0              | 3              | 1              | 4              | Армандо Кан: 1                                |                |
| 2007  | Первый раунд   | 3              | 0              | 1              | 2              | 1              | 8              | Нельсон Бараона: 1                            |                |
| 2009  | Не участвовали | Не участвовали | Не участвовали | Не участвовали | Не участвовали | Не участвовали | Не участвовали | Не участвовали                                | Не участвовали |
| 2011  | Первый раунд   | 3              | 0              | 1              | 2              | 0              | 5              | нет забитых мячей                             |                |
| 2013  | Не участвовали | Не участвовали | Не участвовали | Не участвовали | Не участвовали | Не участвовали | Не участвовали | Не участвовали                                | Не участвовали |
| 2015  | Первый раунд   | 3              | 0              | 1              | 2              | 3              | 5              | Фидель Эскобар: 2                             |                |
| 2017  | Не участвовали | Не участвовали | Не участвовали | Не участвовали | Не участвовали | Не участвовали | Не участвовали | Не участвовали                                | Не участвовали |
| 2019  | 1/8 финала     | 4              | 1              | 1              | 2              | 4              | 8              | Диего Валанта: 2                              |                |
| 2021  | Отменен        | Отменен        | Отменен        | Отменен        | Отменен        | Отменен        | Отменен        | Отменен                                       |                |
| 2023  | Не участвовали | Не участвовали | Не участвовали | Не участвовали | Не участвовали | Не участвовали | Не участвовали | Не участвовали                                | Не участвовали |
| 2025  | Отбор          | Отбор          | Отбор          | Отбор          | Отбор          | Отбор          | Отбор          | Отбор                                         |                |
| Итого | 6/24           | 19             | 1              | 4              | 14             | 11             | 38             | Фидель Эскобар,Диего Валанта и Армандо Кан: 2 |                |

### Чемпионат КОНКАКАФ до 20 лет[1]
| Год   | Результат       | Игр             | В               | Н               | П               | ГЗ              | ГП              |
| 1962  | Первый раунд    | 3               | 1               | 1               | 1               | 3               | 3               |
| ----- | --------------- | --------------- | --------------- | --------------- | --------------- | --------------- | --------------- |
| 1964  | Первый раунд    | 3               | 0               | 1               | 2               | 3               | 8               |
| 1970  | Не участвовали  | Не участвовали  | Не участвовали  | Не участвовали  | Не участвовали  | Не участвовали  | Не участвовали  |
| 1973  | Не участвовали  | Не участвовали  | Не участвовали  | Не участвовали  | Не участвовали  | Не участвовали  | Не участвовали  |
| 1974  | Не участвовали  | Не участвовали  | Не участвовали  | Не участвовали  | Не участвовали  | Не участвовали  | Не участвовали  |
| 1976  | Не участвовали  | Не участвовали  | Не участвовали  | Не участвовали  | Не участвовали  | Не участвовали  | Не участвовали  |
| 1978  | Не участвовали  | Не участвовали  | Не участвовали  | Не участвовали  | Не участвовали  | Не участвовали  | Не участвовали  |
| 1980  | Не участвовали  | Не участвовали  | Не участвовали  | Не участвовали  | Не участвовали  | Не участвовали  | Не участвовали  |
| 1982  | Не участвовали  | Не участвовали  | Не участвовали  | Не участвовали  | Не участвовали  | Не участвовали  | Не участвовали  |
| 1986  | Не участвовали  | Не участвовали  | Не участвовали  | Не участвовали  | Не участвовали  | Не участвовали  | Не участвовали  |
| 1988  | Не участвовали  | Не участвовали  | Не участвовали  | Не участвовали  | Не участвовали  | Не участвовали  | Не участвовали  |
| 1990  | Не участвовали  | Не участвовали  | Не участвовали  | Не участвовали  | Не участвовали  | Не участвовали  | Не участвовали  |
| 1992  | Не участвовали  | Не участвовали  | Не участвовали  | Не участвовали  | Не участвовали  | Не участвовали  | Не участвовали  |
| 1994  | Не прошли отбор | Не прошли отбор | Не прошли отбор | Не прошли отбор | Не прошли отбор | Не прошли отбор | Не прошли отбор |
| 1996  | Не участвовали  | Не участвовали  | Не участвовали  | Не участвовали  | Не участвовали  | Не участвовали  | Не участвовали  |
| 1998  | Не прошли отбор | Не прошли отбор | Не прошли отбор | Не прошли отбор | Не прошли отбор | Не прошли отбор | Не прошли отбор |
| 2001  | Не прошли отбор | Не прошли отбор | Не прошли отбор | Не прошли отбор | Не прошли отбор | Не прошли отбор | Не прошли отбор |
| 2003  | Квалификация    | 3               | 3               | 0               | 0               | 5               | 1               |
| 2005  | Квалификация    | 3               | 1               | 1               | 1               | 4               | 4               |
| 2007  | Квалификация    | 3               | 1               | 1               | 1               | 4               | 8               |
| 2009  | Не прошли отбор | Не прошли отбор | Не прошли отбор | Не прошли отбор | Не прошли отбор | Не прошли отбор | Не прошли отбор |
| 2011  | 4 место         | 5               | 2               | 1               | 2               | 6               | 6               |
| 2013  | 1/4 финала      | 3               | 2               | 0               | 1               | 9               | 3               |
| 2015  | 2 место         | 6               | 5               | 1               | 0               | 10              | 1               |
| 2017  | 4 место         | 5               | 3               | 1               | 1               | 9               | 4               |
| 2018  | 3 место         | 7               | 6               | 1               | 0               | 20              | 5               |
| 2022  | 1/4 финала      | 5               | 2               | 1               | 2               | 8               | 5               |
| Итого | 11/27           | 51              | 26              | 9               | 11              | 81              | 48              |

## Тренеры
- c 2002 года

| Имя                  | Годы        |
| -------------------- | ----------- |
| Гари Стемпел         | 2002 — 2003 |
| Виктор Мендьета      | 2004 — 2005 |
| Хулио Дели Вальдес   | 2006 — 2007 |
| Кристофер Мальдонадо | 2008 — 2009 |
| Хорхе Дели Вальдес   | 2010 — 2011 |
| Хосе Альфредо Поятос | 2011 — 2013 |
| Хавьер Ванчопе       | 2013 — 2014 |
| Леонард Пиппин       | 2014 — 2017 |
| Нельсон Гальего      | 2017 — 2018 |
| Хорхе Дели Вальдес   | 2018 — 2019 |
| Хулио Дели Вальдес   | 2019 — 2020 |
| Сауль Мальдонадо     | 2020 — 2021 |
| Анхель Санчес        | 2021 — 2022 |
| Хорхе Дели Вальдес   | 2023 — н.в. |